# Clostridium aldrichii
Clostridium aldrichii è una specie di batterio appartenente alla famiglia delle Clostridiaceae.